# 拉蒙·梅嫩德斯·皮达尔
拉蒙·梅嫩德斯·皮达尔（西班牙語：Ramón Menéndez Pidal，西班牙語發音：[raˈmon meˈnendeθ piˈðal]；1869年3月13日—1968年11月14日）是西班牙语文学家和历史学家，西班牙皇家语言学院院士。他出名于对西班牙古典文学（特别是英雄史诗《熙德之歌》）、西班牙语历史及西班牙民俗诗歌文化的研究。他曾在1931年至1966年151次被提名诺贝尔文学奖，但最终无缘该奖项。
拉蒙·梅嫩德斯·皮达尔为西班牙历史文化做出了杰出贡献，被赞颂为伟大的爱国主义者，是20世纪西班牙代表人物之一。

## 生平
1869年3月13日出生于加利西亚拉科鲁尼亚，父母都是阿斯图里亚斯人。父亲胡安·梅嫩德斯·科尔德罗是一名法官，来自奥维耶多省帕哈雷斯，1861年开始在拉科鲁尼亚法院工作；母亲拉莫娜·皮达尔来自比利亚维西奥萨。出生一年多后，全家搬到奥维耶多。1874年父亲转任安达卢西亚地区塞维利亚法院法官，全家在塞维利亚生活了一段时间。兄长胡安·梅嫩德斯·皮达尔是民俗诗歌学者，收集整理了许多古老的阿斯图里亚斯民间故事，他也深受兄长的影响。
中学时代随父母移居至马德里，1883年（一说1884年）进入马德里西斯内罗斯红衣主教学校，完成了高中学业。之后就读于马德里大学（现马德里康普顿斯大学），1892年获得博士学位。1899年12月开始担任马德里大学卡斯蒂利亚语-拉丁语比较语言学教授。1900年与校友玛丽亚·戈伊里结婚，他们有着相同的爱好，新婚旅行巡游了《熙德之歌》中骑士熙德经历的地方。
1901年当选西班牙皇家语言学院院士。1925年至内战之前担任西班牙皇家语言学院院长。1936年，西班牙内战爆发。同年12月，他不得不离开西班牙，先后留居波尔多、哈瓦那和纽约避难，期间做过一些讲座。1938年5月来到巴黎暂住，7月抵达马德里。1947年至1965年继续担任院长。晚年生活在马德里查馬丁區，患有血栓慢性病。1968年去世，享年99岁。

## 著作
| 著作名                                                    | 中文译名                         | 出版年份  | 参考原文 |
| --------------------------------------------------------- | -------------------------------- | --------- | -------- |
| La leyenda de los siete infantes de Lara                  | 《拉腊诸王传说》                 | 1896      | [ 19 ]   |
| Manual elemental de gramática histórica española          | 《西班牙语历史语法教科书》       | 1904      | [ 20 ]   |
| El dialecto leonés                                        | 《莱昂语方言》                   | 1908      | [ 21 ]   |
| Cantar de mio Cid: texto, gramática y vocabulario         | 《熙德之歌，正文、文法及词汇》   | 1908-1912 | [ 22 ]   |
| La epopeya castellana: a través de la literatura española | 《西班牙文学中的卡斯蒂利亚史诗》 | 1910      | [ 23 ]   |
| Orígenes del español                                      | 《西班牙语起源》                 | 1926      | [ 24 ]   |
| La España del Cid                                         | 《熙德时代的西班牙》             | 1929      |          |
| Reliquias de la poesía épica española                     | 《西班牙史诗遗产》               | 1952      |          |